# Bianka
Bianca je italské ženské křestní jméno germánského původu. Odvozuje se buď z německého slova blank, nebo z italského bianca. Vykládá se jako „bílá, čistá“. Jeho podobou je Beatrice, Albína, Blanka nebo české jméno Běla.
Podle českého kalendáře má svátek 21. ledna.

## Bianka v jiných jazycích
- Slovensky, maďarsky: Bianka
- Německy: Bianca nebo Bianka
- Italsky: Bianca

## Známé nositelky jména
- Bianca Andreescuová – kanadská tenistka,
- Bianca Bellová – česká spisovatelka,
- Bianca Del Carrettová – italská sportovní šermířka,
- Bianca Kajlich – americká herečka,
- Bianka Panovová – bulharská moderní gymnastka,
- Bianca Santos – americká herečka,
- Bianca Marie Sforza – milánská princezna, vévodkyně savojská,
- Bianca Lawsonová – americká herečka,
- Lady Bianca, rodným jménem Bianca Thorntonová – americká bluesová zpěvačka.

Fiktivní postavy
- Bianca di Angelo – postava z knih o Percym Jacksonovi,
- Bianca Castafiore – fiktivní postava z komiksové série Tintinova dobrodružství.